# 乔治娅·贝克
乔治娅·贝克（英語：Georgia Baker，1994年9月21日—）来自塔斯马尼亚州朗塞斯顿，是一名澳大利亚女子自行车运动员。她在青年时期曾接触过篮网球和铁人三项，也曾代表塔斯马尼亚州参加这两个项目的国内赛事，后来她加入了塔斯马尼亚体育学院，之后她便放弃篮网球和铁人三项，专攻自行车。